# Euchalcia augusta
Euchalcia augusta är en fjärilsart som beskrevs av Otto Staudinger 1891. Euchalcia augusta ingår i släktet Euchalcia och familjen nattflyn. Inga underarter finns listade i Catalogue of Life.